# Estudo da sífilis não tratada de Tuskegee

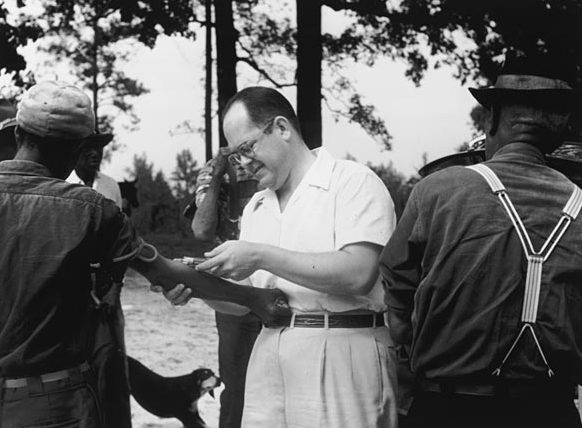
Coleta de sangue das cobaias humanas em Tuskegee

O estudo da sífilis não tratada de Tuskegee foi um experimento médico realizado pelo Serviço Público de Saúde dos Estados Unidos (SPS) em Tuskegee, Alabama, entre 1932 e 1972. O experimento é usado como exemplo de má conduta científica.
Foram usados 600 homens afroamericanos sifilíticos (infetados com sífilis) como cobaias em um experimento científico: 399 para observar a progressão natural da sífilis sem o uso de medicamentos e outros 201 indivíduos saudáveis, que serviram como base de comparação em relação aos infectados.

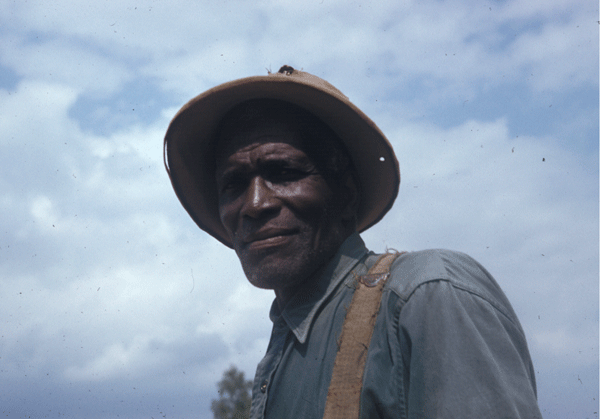
Sobrevivente da pesquisa

Os doentes envolvidos não foram informados sobre seu diagnóstico e jamais deram seu consentimento de modo a participar da experiência. Eles receberam a informação que eram portadores de "sangue ruim", e que se participassem do programa receberiam tratamento médico gratuito, transporte para a clínica, refeições gratuitas e a cobertura das despesas de funeral. Em 1943, a penicilina passou a ser usada no tratamento da doença, com resultados efetivos e sem os riscos de tratamentos anteriores. Mas os pacientes nunca foram informados.
No final do estudo, em 1972, apenas 74 dos sujeitos do teste ainda estavam vivos. Dos 399 homens originais, 28 morreram de sífilis, 100 morreram de complicações relacionadas, 40 de suas esposas foram infectadas e 19 de seus filhos nasceram com sífilis congênita.

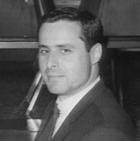
Peter Buxtun, o denunciante, atuava como investigador de Doenças sexualmente transmissíveis para o SPS

A denúncia do caso à imprensa por um membro da equipe ditou o fim do estudo. Com a repercussão deste caso, vários institutos de ética médica e humana foram criados. Na época do estudo, o início da década de 1950, o Código de Nuremberg já determinava algumas das primeiras diretrizes éticas internacionais para a pesquisa com seres humanos. O Código de Nuremberg foi escrito por norte-americanos e é parte da sentença do Tribunal de Nuremberg (caso II), uma corte militar composta apenas por juízes estadunidenses. Também a Associação Médica Americana (AMA) já tinha publicado algumas normas visando proteger as pessoas envolvidas em pesquisas.
Os resultados parciais do estudo foram aceitos para apresentação em congressos científicos e não mereceram qualquer restrição por parte da comunidade científica. Porém a divulgação dos monstruosos experimentos gerou indenizações para os descendentes e alguns sobreviventes da experiência, e o governo americano se comprometeu a criar programas para atender as vítimas da tragédia. Em 1997 ainda existiam 8 pessoas vivas que participaram do estudo - e o governo norte-americano decidiu fazer um pedido de desculpas formais a todos os que foram enganados durante o experimento de Tuskegee.

### Fontes primárias

Fotocópias dos documentos dos estudo
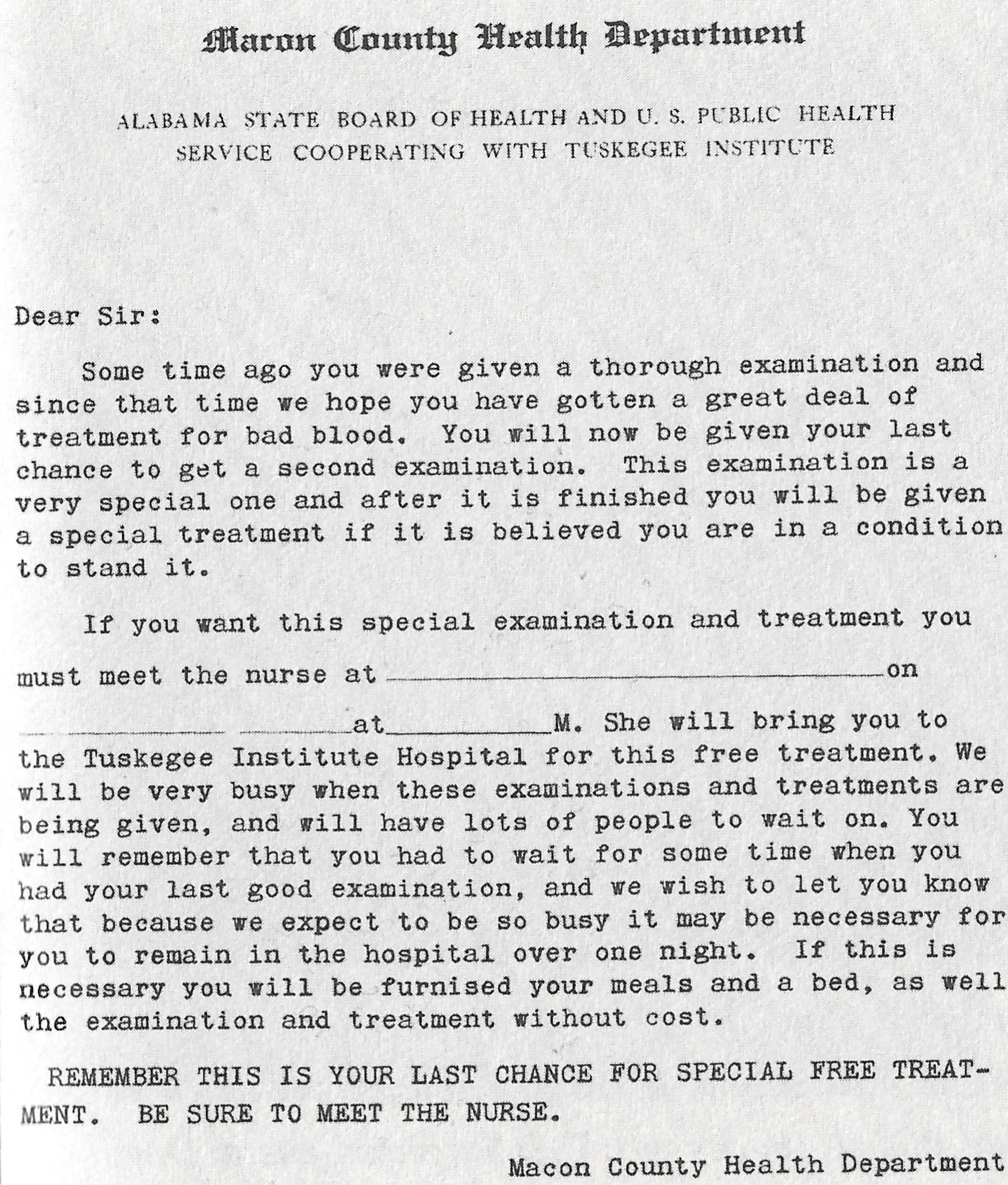
Carta do Grupo de Estudos de Tuskegee convidando os participantes para receberem um "tratamento especial", quando na verdadea seria diagnósticados com uma punção lombar, sem data
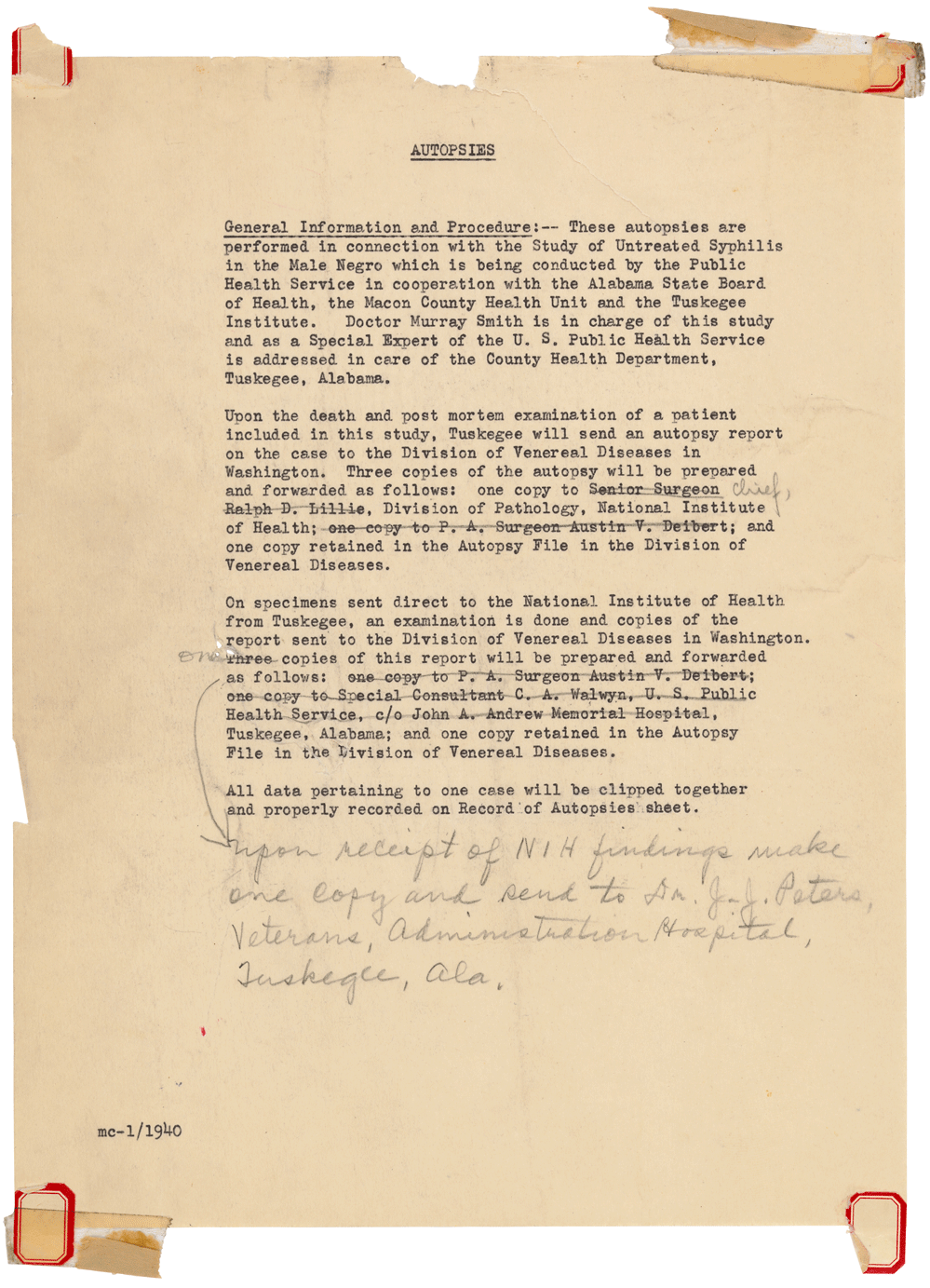
Documento do Estudo da sífilis em Tuskegee solicitando que depois da morte dos participantes do teste fosse feita uma autópsia e os resultados deveriam ser enviados para o NIH, sem data
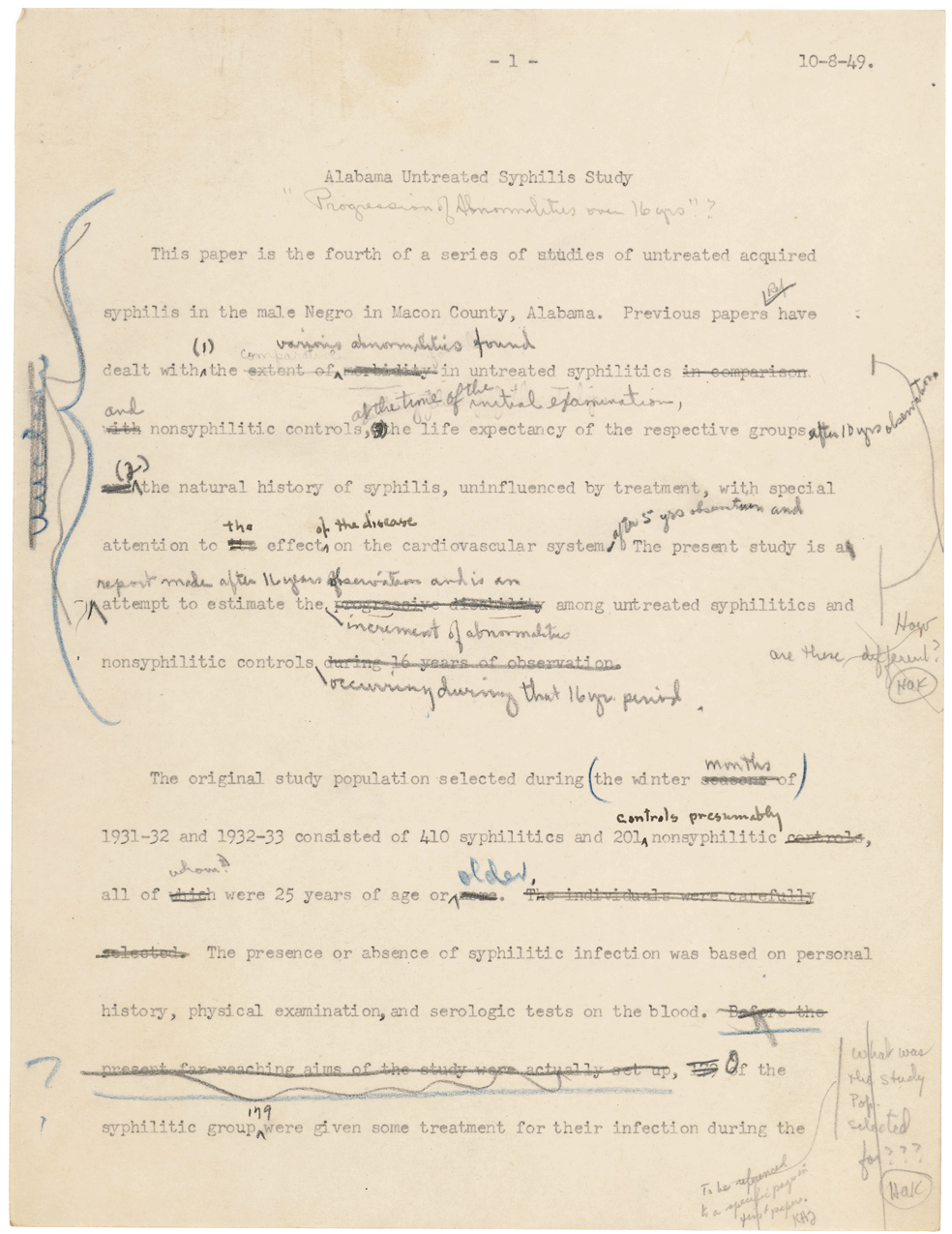
Rascunho do relatório do estudo, com os resultados depois de 1949, página 1
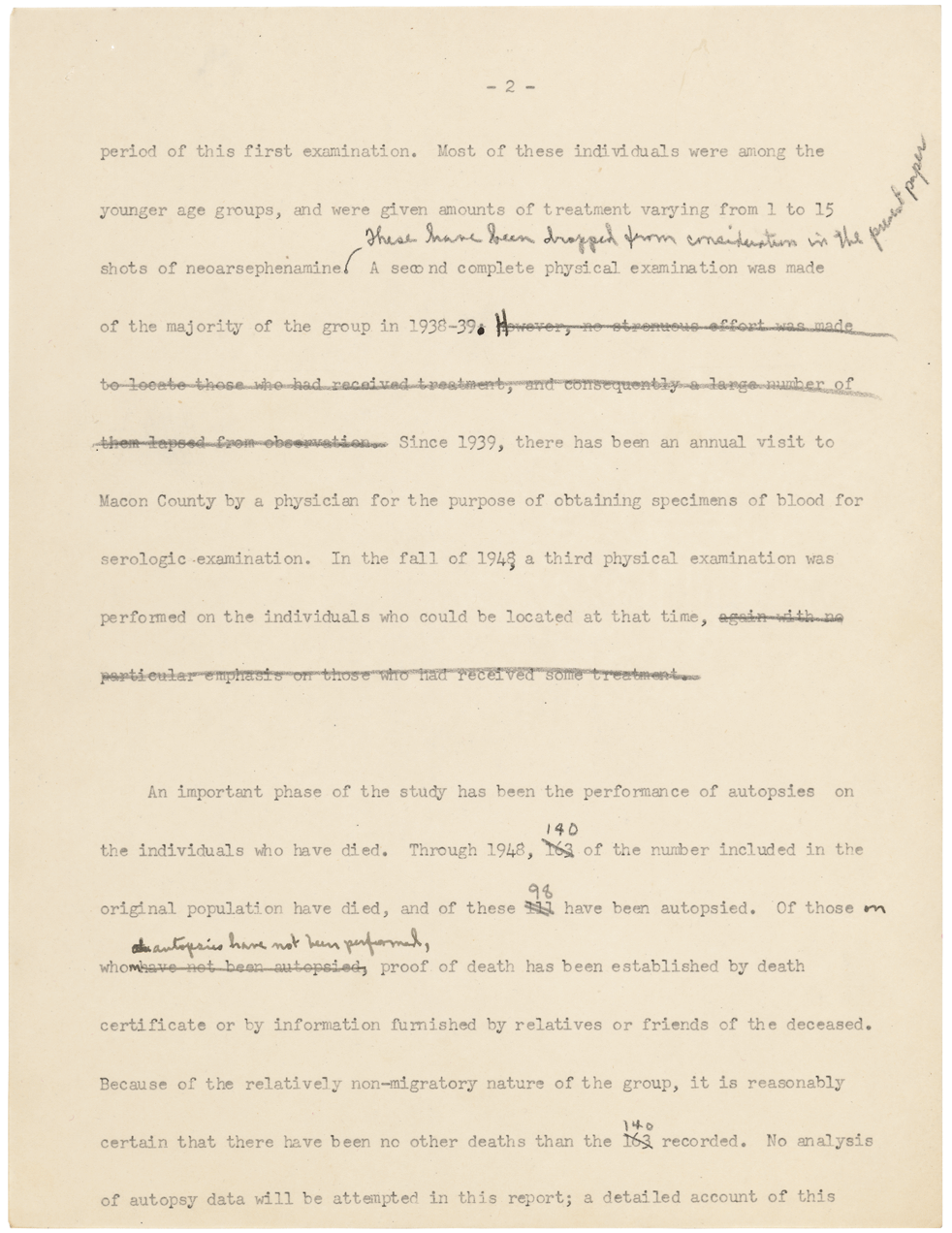
Rascunho do relatório do estudo, com os resultados depois 1949, página 2
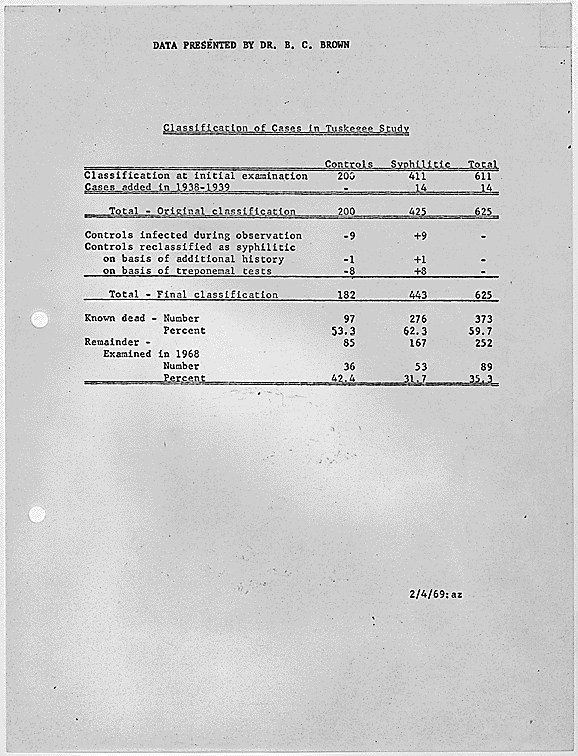
Tabela descrevendo o número de participantes com sífilis, número de pacientes sem a doença e como muitos dos participantes morreram durante os experimentos, 1969
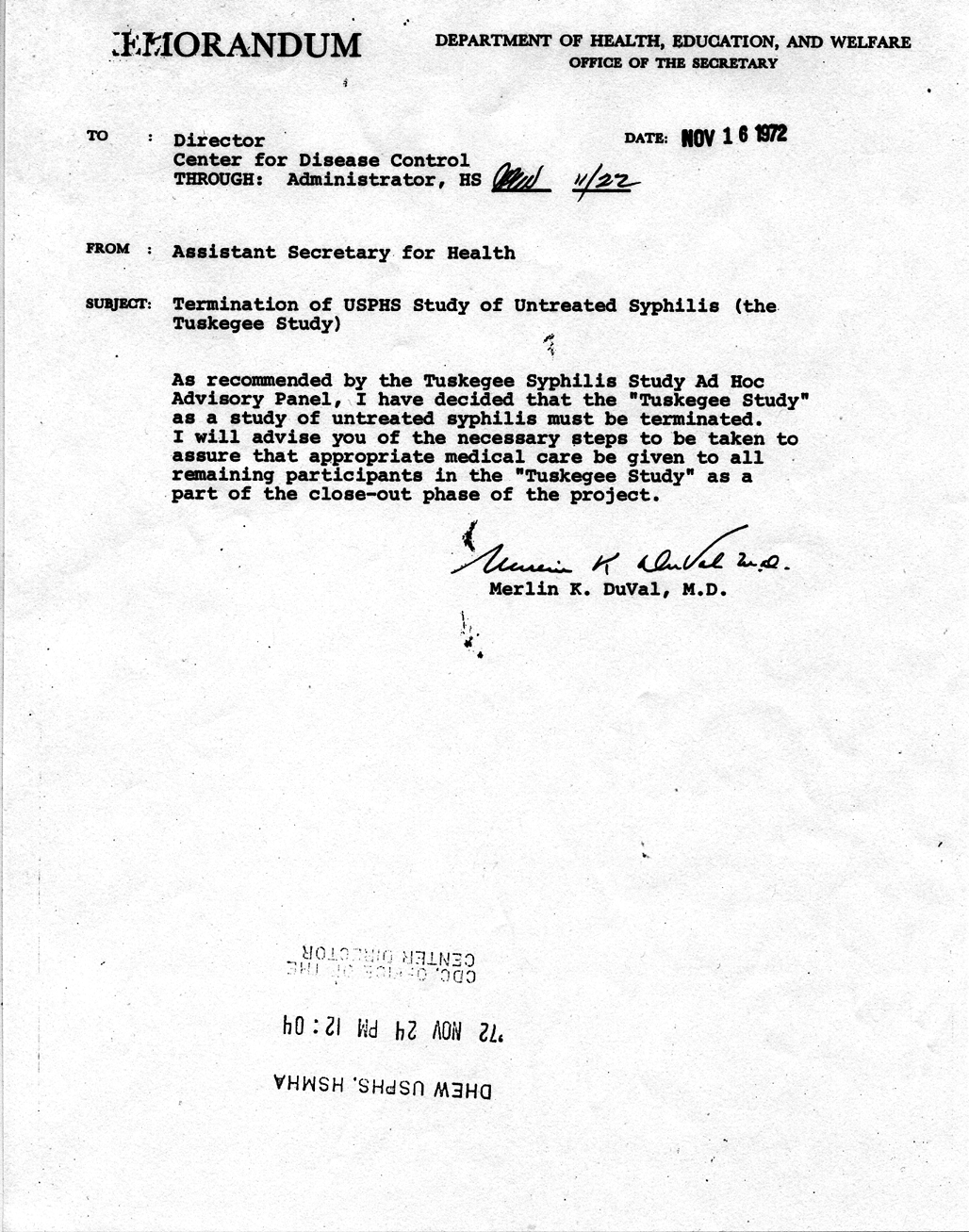
Memorando do CDC com as ordens para finalização do estudo, 1972